# Ronald Snook
Ronald „Ron“ Charles Snook (* 5. Mai 1972 in Dalwallinu) ist ein ehemaliger australischer Ruderer. Er gewann 1996 eine olympische Bronzemedaille.
Der ältere Bruder der Ruderin Emmy Snook nahm 1996 im Doppelvierer an den Olympischen Spielen in Atlanta teil. Janusz Hooker, Duncan Free, Ronald Snook und Boden Hanson gewannen ihren Vorlauf und belegten im Halbfinale den zweiten Platz hinter den Italienern. Im Finale siegte das Boot aus Deutschland vor dem Boot aus den Vereinigten Staaten. Mit zweieinhalb Sekunden Rückstand auf die Amerikaner und einer halben Sekunde Vorsprung auf die Italiener gewannen die Australier die Bronzemedaille.